# Kamienica przy ul. Przejście Garncarskie 10 we Wrocławiu
Kamienica przy ul. Garncarskiej 10 – zabytkowa kamienica na wrocławskim Rynku, w wewnętrznej części tretu w Przejściu Garncarskim.

## Historia kamienicy

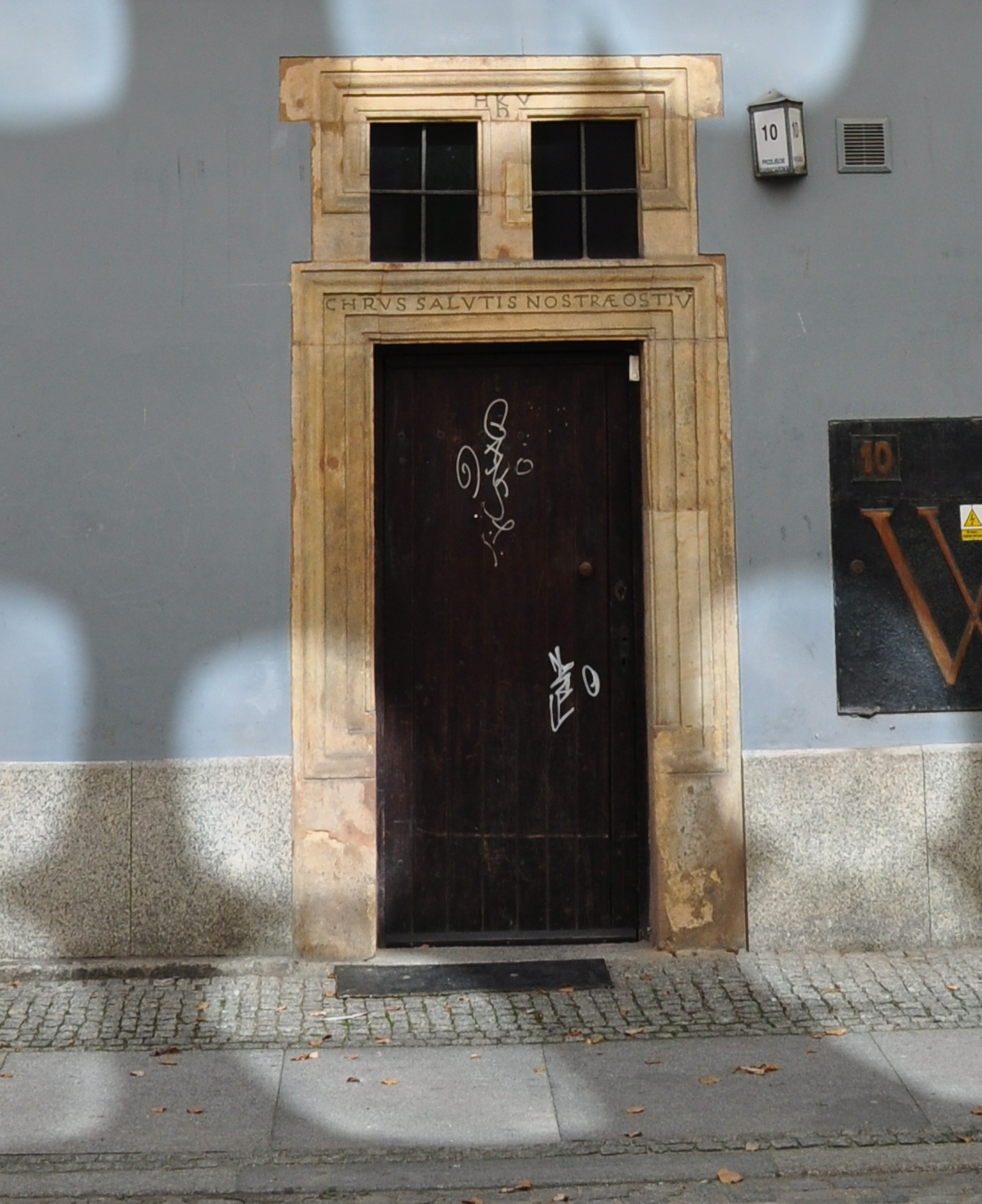
Portal w kamienicy nr 10

W miejscu, gdzie dziś wznoszą się kamienice przy Przejściu Garncarskim, od XV wieku znajdowały się Kramy Płócienników sprzedających tu swoje wyroby z surowego białego wzorzystego płótna lnianego. Najwcześniejsza wzmianka o uliczce płócienników pochodzi z 1423 roku choć wzmianka o samych kramach zwanych podcieniami płócienników pochodzi z 1299 lub z 1346 roku. Nazwa ta wiąże się z drewnianymi kramami w formie bud, nakrytych pulpitowym dachem wysuniętym w stronę przejścia. Kramy stały po obu stronach przejścia i sięgały od południa do Kramów Bogatych, a od północy do Smartuza. W XV wieku Kramy Bogate zostały powiększone o tylne trakty, które w okresie renesansowym przekształciły się w dwutraktowe, jednopiętrowe szczytowe kamienice o dekorowanych fasadach i frontach. Z tego okresu i w tej formie zachowały się obecne kamienice nr od 6 do 12.
Kamienica nr 10 została wzniesiona ok. 1541 roku. Jest budynkiem trzykondygnacyjnym, z jednokondygnacyjnym poddaszem. Elewacja północna jest czteroosiowa, nieregularna (dwie osie okienne wschodnie znajdują się bliżej siebie). W części parterowej znajduje się prostokątny portal z nadświetlem, na którym umieszczono monogram "H,V" połączonym w pionie z "k" i "h" oraz napis na nadprożu wersalikami "Chrvs salvtis nostrae ostiv" ("Chrystus błogosławi nasz dom"). Wszystkie okna od strony północnej oraz okna na pierwszym piętrze od strony południowej mają renesansowe opaski kamienne.
Podczas działań wojennych w 1945 roku kamienica nie uległa dużym zniszczeniu, a nad jej odbudową w 1960 roku czuwała architekt Halina Dziurowa.